# Mahanjarcultuur
De Mahanjarcultuur (Kazachs: Маханжар мәдениеті, Russisch: Маханджарская культура) is een archeologische cultuur uit het neolithicum van Noordwest-Kazachstan (regio Qostanai, met name het Torğai-bekken, en de regio Koergan in de Russische Trans-Oeral).
De cultuur werd ontdekt in de periode 1970-1990, tijdens het onderzoek van de Qostanai en Torğai archeologische expedities onder leiding van Viktor Logvin. De ouderdom van de vondsten werd geschat op 7.000 tot 5.000 jaar v.Chr. Naast stenen werktuigen (met sporen van boren en slijpen) werd er ook aardewerk gevonden. De basis van de economie werd gevormd door de jacht en de visserij.
De belangrijkste gegevens zijn afkomstig uit de sites Mahanjar, Soljonoje ozero-2 en Ekıdıñ-24. Het aantal bekende sites van de Mahanjarcultuur bedraagt 16, waarvan in 13 opgravingen zijn verricht (Alqau-2, Amangeldı, Bestamaq, Türlı-2, Düzbai-1-3, Ekıdıñ-24, Qaramyrza-6, Nadejdinka-2, Saz-2, Soljonoje ozero-2 en Sūluköl-1). De meeste sites bevinden zich aan de oevers van rivieren. Er zijn geen sporen van bouwwerken bewaard gebleven. Slechts een deel van een rechthoekige woning is geïdentificeerd in Düzbai-1. 
Het aardewerk van de Mahanjarcultuur is dunwandig en met puntige bodem. De decoraties aan de buitenkant van de vaten werd verticaal of horizontaal in een golvend patroon gemaakt met een scherp voorwerp zoals een kam. Stenen werktuigen werden gemaakt van grijs kwartsiet en kwartsietzandsteen. Met name kegelvormige en prismatische kernen komen voor. De werktuigen werden verbeterd door secundaire bewerking en slijpen. Drie bijlen werden gevonden in Ekıdıñ-24 en een stenen pijlpunt in Soljonoje ozero-2. Daarnaast werden er ook afslagen, geslepen stenen, klingen, schrabbers, boren, snijwerktuigen en benen werktuigen gevonden. Er wordt aangenomen dat de vertegenwoordigers van deze cultuur geweven kleding droegen. 
De mensen uit de Mahanjar-periode jaagden op wilde dieren zoals saiga, Przewalskipaard, onager, enz. De ontdekking van visgraten in nederzettingen (Bestamaq, Ekıdıñ-24) geeft aan dat de Mahanjar-mensen zich ook bezighielden met visserij. 